# قائم‌آباد (ارزوئیه)
قائم‌آباد روستایی در دهستان ارزوئیه بخش مرکزی شهرستان ارزوئیه استان کرمان ایران است.

## جمعیت
بر پایه سرشماری عمومی نفوس و مسکن در سال ۱۳۹۵ جمعیت این روستا ۸۱ نفر (۲۷خانوار) بوده‌است.